# Classe Abdiel
La classe Abdiel di posamine della Royal Navy venne costruita nel 1941 e le ultime unità rimasero in servizio fino al 1972.

## Unità
Lo scafo era piuttosto lungo per poter contenere 150 mine navali sottocoperta, e la sua stazza era paragonabile a quella di un grosso cacciatorpediniere della classe Tribal.
La classe era costituita da sei unità. Quattro di esse vennero costruite nel 1938, mentre altre due, Ariadne ed Apollo, durante il War Emergency Program nel 1942.
Primo lotto
- HMS Abdiel
- HMS Latona
- HMS Manxman
- HMS Welshman

Secondo lotto
- HMS Apollo
- HMS Ariadne

## Servizio
Le navi della classe svolsero un servizio prolungato, tranne quelle perse per cause belliche. Il Latona fu colpito il 25 ottobre 1941 al largo di Bardia da una bomba da 125 kg nel locale caldaie, che poi diede fuoco ad un deposito munizioni, e ne causò la perdita. Il Welshman venne silurato ed affondato dal sommergibile tedesco U-671 nel 1943. Il Manxsman fu silurato ma non affondò, venne riparato e prestò servizio comparendo anche nel Mediterraneo durante la crisi di Suez; venne venduto per la demolizione nel 1972. L'Abdiel affondò per una mina al largo di Taranto il 9 settembre 1943, durante le operazioni di sbarco compiute dagli Alleati durante la Campagna d'Italia. Ariadne ed Apollo vennero demoliti rispettivamente nel 1965 e 1962.